# 須和田
須和田（すわだ）は千葉県市川市の地名。現行行政地名は須和田一丁目及び須和田二丁目。郵便番号は272-0825。

## 地理
市川市北部に位置する。地内は主に住宅地として利用される。一丁目には東京外環自動車道が通る。
一丁目に市川須和田郵便局、二丁目に市立第二中学校、市川市立須和田の丘支援学校、須和田公園がある。
東は東菅野・宮久保、西は真間、南は菅野、北は国分・東国分と接している。

## 歴史
かつて中国の文学者で政治家でもあった、歴史学者の郭沫若が、1928年から日中戦争勃発の1937年まで居住していた。その住宅は、真間に移築され市川市郭沫若記念館となっている。

### 沿革
- 1869年（明治2年） - 葛飾県葛飾郡須和田村となる。
- 1871年（明治4年） - 廃藩置県、県の統合により印旛県葛飾郡須和田村となる。
- 1873年（明治6年） - 県の統合及び、郡の分割により千葉県東葛飾郡須和田村となる。
- 1889年（明治22年） - 東葛飾郡国分村、曽谷村、下貝塚村、稲越村と合併し、東葛飾郡五常村大字須和田となる。
- 1890年（明治23年）5月23日 - 五常村が国分村に村名を変更。東葛飾郡国分村大字須和田となる。
- 1934年（昭和9年）11月3日 - 市川町、八幡町、中山町と合併、市制施行。市川市大字須和田となる。
- 1951年（昭和26年）12月1日 - 市内の大字を町に変更。それに伴い、市川市須和田町となる。
- 1966年（昭和41年）4月1日 - 住居表示施行。市川市須和田一丁目・二丁目となる。

### 地名の由来
湿地帯で湿田のある所を｢スワ｣と呼び、そのことから｢諏訪田｣と呼ばれた。それが後に｢須和田｣となったもの。

## 世帯数と人口
2017年（平成29年）9月30日現在の世帯数と人口は以下の通りである。
| 丁目         | 世帯数    | 人口    |
| ------------ | --------- | ------- |
| 須和田一丁目 | 1,362世帯 | 2,888人 |
| 須和田二丁目 | 1,004世帯 | 2,213人 |
| 計           | 2,366世帯 | 5,101人 |

## 小・中学校の学区
市立小・中学校に通う場合、学区は以下の通りとなる。
| 丁目         | 番地             | 小学校             | 中学校             |
| ------------ | ---------------- | ------------------ | ------------------ |
| 須和田一丁目 | 全域             | 市川市立菅野小学校 | 市川市立第二中学校 |
| 須和田二丁目 | 1～6番 19～25番  | 市川市立菅野小学校 | 市川市立第二中学校 |
| 須和田二丁目 | 7～18番 26～36番 | 市川市立真間小学校 | 市川市立第二中学校 |

## 施設
- まきば保育園
- 須和田幼稚園
- 市川市立第二中学校
- 市川市立須和田の丘支援学校
- 須和田公園
- 市川須和田郵便局